# گارنیک ای. کاراپتیان
گارنیک آلبرتی کاراپتیان (ارمنی: Գառնիկ Ալբերտի Կարապետյան؛ زاده ۳ فوریهٔ ۱۹۵۸ – درگذشته ۲۹ نوامبر ۲۰۱۸) ریاضی‌دان و دانشمند اهل ارمنستان بود. پژوهش اصلی وی در زمینه آنالیز ریاضی، معادله دیفرانسیل و ریاضی فیزیک بود.

## زندگی‌نامه
در ۳ فوریهٔ ۱۹۵۸ در گیومری به دنیا آمد. از دانشگاه دولتی ایروان فارغ‌التحصیل شد. وی همچنین برندهٔ جوایزی همچون نشان آنانیا شیراکاتسی شده‌است. وی در ۲۹ نوامبر ۲۰۱۸ در سن ۶۰ سالگی در ایروان درگذشت.